# Amádes
Amádes är en ort i Grekland.   Den ligger i prefekturen Chios och regionen Nordegeiska öarna, i den östra delen av landet, 210 km öster om huvudstaden Aten. Amádes ligger 365 meter över havet och antalet invånare är 136. Den ligger på ön Chios.
Terrängen runt Amádes är varierad. Havet är nära Amádes åt nordost. Runt Amádes är det glesbefolkat, med 14 invånare per kvadratkilometer. Närmaste större samhälle är Vrontádos, 19,7 km söder om Amádes. 